# Лейопельма Арчи
Лейопельма Арчи (лат. Leiopelma archeyi) — новозеландская лягушка из семейства гладконогов. Названа в честь сэра Гилберта Арчи (1890—1974), бывшего директора Оклендского военного музея.

## Описание
Небольшая лягушка длиной до 31 мм у самцов и 37 мм у самок. Окрас варьирует от зеленого до коричневого. Перепонки на задних лапах или отсутствуют или развиты слабо. Внешних барабанных перепонок нет. На спине имеется несколько рядов желёз, выделяющих защитный секрет.

## Ареал
Данный вид найден только на полуострове Коромэндел и в окрестностях города Те Куити. При этом популяция на полуострове Коромэндел сократилась на 88 % с 1996 по 2001 год.

## Образ жизни
Самец носит молодых головастиков на своей спине.